# Трясиновский
Трясиновский — хутор в Серафимовичском районе Волгоградской области.
Административный центр Трясиновского сельского поселения.

## География

### Улицы
| - ул. Грейдерная - ул. Ивана Любимова - ул. Колхозная - ул. Мира - ул. Молодежная - ул. Октябрьская - ул. Первомайская - ул. Победы - ул. Подгорная | - ул. Почтовая - ул. Садовая - ул. Серафимовича - ул. Сиреневая - ул. Советская - ул. Сосновая - ул. Центральная - ул. Школьная - пер. Короткий |

## Население
| 2010 |
| ---- |
| 673  |